# پارنال ۳۸۲
پارنال ۳۸۲ (به لاتین: Parnall 382) یک هواپیمای تک‌بالهٔ آموزشی تک موتوره ساخته شده در ۱۹۳۰ میلادی با دو کاکپیت باز بود، که توسط پارنال طراحی و توسعه داده شد. 